# Manay
Manay est une localité de la province du Davao oriental, aux Philippines. En 2015, elle compte 42 690 habitants.